# Adolf Sjödén
Nils Adolf Sjödén, född 15 januari 1843 i Sollefteå, död 15 juni 1896, var en svensk harpist, kompositör och kammarmusiker.

## Biografi
Adolf Sjödén föddes 15 januari 1843 i Sollefteå. Han var son till länsmannen Nils Sjödén och Amalia Körner. Vid Härnösands gymnasium studerade han piano och violin för musiklärare Anders Sidner. Han lärde sig harpa av prostinnan Runstén i Sollefteå. Han blev student vid Uppsala universitet 1861 och studerade medicin. Han fortsatte sina medicinstudier vid hospitalet i Stockholm. Under den tiden blev han elev hos harpisten och tonsättaren Edward Pratté. Sjödén resten 1865 till Wien och studerade där hos harpisten Alfred Zamara.
Sjödén uppträdde som harpist i Tyrolen 1867, i Italien 1868, Frankrike, England och Skandinavien
1872—1877 samt i Portugal, där han blev kammarmusiker hos konung Ludvig I av Portugal. Han bosatte sig i Baden-Baden 1877. Sjödén avled 15 juni 1896.
Sjödén har komponerat stycken för harpa.